# Флаг сельского поселения Павло-Слободское
Флаг муниципального образования сельское поселение Па́вло-Слобо́дское Истринского муниципального района Московской области Российской Федерации — опознавательно-правовой знак, служащий официальным символом муниципального образования.
Флаг утверждён 15 декабря 2010 года решением Совета депутатов сельского поселения Павло-Слободское № 77 и 29 марта 2011 года внесён в Государственный геральдический регистр Российской Федерации с присвоением регистрационного номера 6752.

## Описание
«Прямоугольное голубое двухстороннее полотнище с отношением ширины к длине 2:3, несущее воспроизведённые жёлтым цветом фигуры муниципального герба — солнце (вплотную к верхнему краю полотнища), корону со струёй, изливающейся через край короны в город (изображённый в виде фигурной полосы вдоль нижнего края полотнища)».

## Обоснование символики
Флаг разработан на основе герба сельского поселения Павло-Слободское.
Первое упоминание о селе Павловская Слобода (до революции 1917 года село Павловское) относится к 1504 году. В разъезжей (межевой) грамоте Великого князя Ивана III указано «…а налеве от реки от Москвы с усть Истри земли Звенигородцкие <…> село Павловское Якова Григориева сына Морозова…»
Впервые в истории России в боярской усадьбе были заведены заводы. Павловские заводы бояр Морозовых на протяжении многих лет, вплоть до разработки железной руды на Урале и организации там широкого промышленного строительства, были одними из немногих промышленных предприятий по производству железа в России. Помимо прутового железа и железных досок на заводах со временем стали отливать пушки, делать оборудование для мельниц, солеварен.
Павловское на протяжении столетий развивалось как промышленное село: после железоделательных заводов в селе долгое время работали суконные, шёлковая и чулочная фабрики. Местное население, не занятое на промышленном производстве, в большинстве занималось промыслами, из которых основным был кузнечный.
На флаге сельского поселения Павло-Слободское поток металла, отливающий стилизованный городок (слободу), аллегорически символизирует промышленное производство, многочисленные предприятия, работающие здесь на протяжении многих веков. Именно промышленность стала важным фактором экономического развития и становления Павловской земли. Золотая, корона как атрибут государственной власти, показывает, что те преобразования, которые проводили здесь Б. И. Морозов, П. И. Ягужинский — политические деятели высшего ранга, являлись непосредственной частью государственного замысла по развитию промышленного производства России.
Фигурная жёлтая полоса в виде слободы символизирует многовековую историю населённых пунктов сельского поселения, так село Павловская Слобода насчитывает более пятисот лет. Купол храма в силуэте Слободы образно отражает сохранённые местными жителями духовные традиции и культурное наследие. На территории муниципального образования сохранились старинные храмы — Благовещения Пресвятой Богородицы в Павловой Слободе, Рождества Христова в селе Рождественно.
Силуэт здания с флюгером в виде гренады, отражает историческую связь Павловской Слободы с вооружёнными силами нашей страны. С 1880-х годов до Первой мировой войны здесь располагалась 3-я гренадерская артиллерийская бригада, затем 195 запасный пехотный полк, а в 1921 году сюда был эвакуирован Московский артиллерийский склад.
Выходящее сияющее солнце символизирует неразрывную историческую связь Павло-Слободского сельского поселения с Истринским районом: солнце — фигура флага Истринского муниципального района.
Жёлтый цвет (золото) — символ богатства, стабильности, уважения, интеллекта, энергии. Золото — цвет расплавленного металла дополняет символику металлургического производства.
Голубой цвет (лазурь) — символ чести, благородства, духовности, возвышенных устремлений.